# Groupe de NGC 1386
Le groupe de NGC 1386 comprend au moins huit galaxies situées dans les constellations du Fourneau et de l'Éridan. La distance moyenne entre ce groupe et la Voie lactée est d'environ 11,5 Mpc (∼37,5 millions d'al). 

## Membres
Le tableau ci-dessous liste les huit galaxies du groupe indiquées dans l'article de A.M. Garcia paru en 1993.   
| Nom        | Des. FCC. | Const.   | Class.      | Type                            | α (J2000.0)   | δ (J2000.0)  | Vitesse radiale (km/s) | m            | Distance (Mpc) | Diamètre (kal) |
| ---------- | --------- | -------- | ----------- | ------------------------------- | ------------- | ------------ | ---------------------- | ------------ | -------------- | -------------- |
| NGC 1375   | 148       | Fourneau | SAB0^0?     | Lenticulaire                    | 03h 35m 16.8s | -35° 15′ 56″ | 740 ± 6                | 12,4         | 9,48 ± 0,68    | 111            |
| NGC 1386   | 179       | Éridan   | (R)S(rs)a?  | Spirale                         | 03h 36m 46.2s | -35° 59′ 58″ | 868 ± 5                | 11,2         | 11,4 ± 0,8     | 65             |
| NGC 1389   | 193       | Éridan   | SAB(s)0-?   | Lenticulaire                    | 03h 37m 11.8s | -35° 44′ 44″ | 921 ± 12               | 11,5         | 12,2 ± 0,9     | 97             |
| NGC 1396   | 202       | Fourneau | SAB0-?      | Lenticulaire                    | 03h 38m 06.5s | -35° 26′ 24″ | 808 ± 22               | 13,8         | 10,5 ± 0,8     | 18             |
| NGC 1326B  | 039       | Fourneau | SB(s)m?     | Spirale barrée magellanique     | 03h 25m 20.3s | -36° 23′ 06″ | 999 ± 1                | 13,3         | 13,2 ± 0,9     | 63             |
| ESO 358-59 | 301       | Éridan   | SAB0-       | Lenticulaire                    | 03h 45m 03.5s | -35° 58′ 21″ | 1021 ± 17              | 12,85 ± 0,09 | 13,8 ± 1,0     | 32             |
| ESO 358-60 | 302       | Fourneau | IB(s)m?     | Irrégulière barrée magellanique | 03h 45m 12.1s | -35° 34′ 15″ | 803 ± 1                | 15,32        | 10,6 ± 0,8     | 35             |
| PGC 13449  | 222       | Fourneau | SAB(s)0^0^? | Lenticulaire                    | 03h 39m 13.3s | -35° 22′ 17″ | 800 ± 5                | 13,94        | 10,4 ± 0,7     | 24             |

Le site DeepskyLog permet de trouver aisément les constellations des galaxies mentionnées dans ce tableau ou si elles ne s'y trouvent pas, l'outil du site constellation permet de le faire à l'aide des coordonnées de la galaxie. Sauf indication contraire, les données proviennent du site NASA/IPAC.